# Atp Verlag
Die atp Verlag GmbH ist ein Medienunternehmen mit Sitz in Köln. Der Verlag wurde 2010 von der Biologin Sabine Reineke und dem Onkologen Jens Ulrich Rüffer gegründet. Der Verlag vertreibt Bücher, Hörbücher, Zeitschriften und Filme, die sich mit Themen zu Gesundheit und Krankheit befassen. Ziel ist es nach Angabe der Gründer, „mit persönlichen Einblicken und facettenreicher Aufklärung, einen mündigen und aktiven Umgang mit Gesundheit und Krankheit zu erreichen“.
Seit 2019 verlegt das Unternehmen nach der Übernahme des GeKo Verlags, Kronsberg, dessen Informationsangebote zu Krebserkrankungen (Mamma Mia! Die Krebsmagazine). Der Verlag kooperiert mit der TAKEPART Media + Science GmbH.